# Antony Dupuis
Pour les articles homonymes, voir Dupuis.
Antony Dupuis, né le 24 février 1973 à Bayonne, est un joueur de tennis français, professionnel entre 1992 et 2011.
Il a remporté deux tournois sur le circuit ATP, un en simple et un en double.

## Carrière
Il se qualifie pour son premier tournoi ATP à Los Angeles en 1996. En 1998, il remporte consécutivement ses deux premiers tournois Challenger à Ahmedabad et Bombay. Il intègre le top 100 l'année suivante en atteignant notamment trois quarts de finale à Los Angeles, Tachkent et Toulouse.
En 2001, il se distingue en se qualifiant pour sa première finale sur le circuit ATP à Munich,perdu face à  Jiří Novák, après avoir battu Wayne Ferreira au premier tour, et en accédant au 3e tour à Roland-Garros grâce à un succès sur Tommy Haas. Il s'agit de sa meilleure performance dans un tournoi du Grand Chelem. Il se classe à la 57e place le 10 septembre, son meilleur classement en carrière. En 2002, il est demi-finaliste à Delray Beach et trois fois quart de finaliste. Son meilleur résultat en 2003 est un quart de finale au tournoi du Queen's où il sauve 6 balles de matchs au second tour face à Alex Bogdanovic, puis élimine Mario Ančić avant de s'incliner contre Tim Henman.
Il réalise sa meilleure saison en 2004 puisqu'il remporte tout d'abord le tournoi de Milan en sauvant au passage deux balles de matchs en quart face à Mikhail Youzhny. Il bat de nouveau Mario Ančić lors de la finale où il s'impose à sa 10e balle de match. Lors de sa tournée américaine, il atteint les demi-finales à Newport et remporte le tournoi de Long Island en double avec Michaël Llodra. En octobre, il est huitième de finaliste à Madrid. Il termine l'année dans le top 100 pour la 6e fois en 5 ans.
En 2005, hormis deux quarts à Memphis et Newport, il ne gagne que très peu de matchs sur le circuit ATP et retourne jouer des tournois Challenger. En 2006, il est testé positif au salbutamol lors du tournoi de Tunis puis suspendu deux mois et demi par les instances de la Fédération internationale de tennis. De retour sur le circuit début 2007, il remporte trois tournois dont le Challenger de Ferghana puis atteint les demi-finales de l'Open de Bois-le-Duc. Il ne joue que pendant les six premiers mois de l'année 2008 puis réapparait en tournoi officiel printemps 2009 sur le circuit Future. Sans résultats probants et naviguant autour de la 500e place, il met un terme à sa carrière en 2011. Il travaille désormais pour la fédération suisse de tennis.
Il a battu deux joueurs du top 10 : Albert Costa, 9e à Sankt Pölten en 2003 et James Blake, 8e à Houston en 2006. Il a remporté 8 tournois Challengers pour 15 finales et 3 tournois Future pour 5 finales.

## Palmarès

### Titre en simple messieurs
| No | Date       | Nom et lieu du tournoi          | Catégorie   | Dotation  | Surface         | Finaliste   | Score            |          |
| -- | ---------- | ------------------------------- | ----------- | --------- | --------------- | ----------- | ---------------- | -------- |
| 1  | 09-02-2004 | Indesit ATP Milan Indoor, Milan | Int' Series | 355 000 $ | Moquette (int.) | Mario Ančić | 6-4, 612-7, 7-65 | Parcours |

### Finale en simple messieurs
| No | Date       | Nom et lieu du tournoi | Catégorie   | Dotation  | Surface      | Vainqueur  | Score    |          |
| -- | ---------- | ---------------------- | ----------- | --------- | ------------ | ---------- | -------- | -------- |
| 1  | 30-04-2001 | BMW Open, Munich       | Int' Series | 375 000 $ | Terre (ext.) | Jiří Novák | 6-4, 7-5 | Parcours |

### Titre en double messieurs
| No | Date       | Nom et lieu du tournoi        | Catégorie   | Dotation  | Surface    | Partenaire     | Finalistes                    | Score    |          |
| -- | ---------- | ----------------------------- | ----------- | --------- | ---------- | -------------- | ----------------------------- | -------- | -------- |
| 1  | 23-08-2004 | TD Waterhouse Cup Long Island | Int' Series | 355 000 $ | Dur (ext.) | Michaël Llodra | Yves Allegro Michael Kohlmann | 6-2, 6-4 | Parcours |

## Parcours dans les tournois du Grand Chelem

### En simple
| Année | Open d'Australie | Open d'Australie | Internationaux de France | Internationaux de France | Wimbledon       | Wimbledon      | US Open         | US Open          |
| ----- | ---------------- | ---------------- | ------------------------ | ------------------------ | --------------- | -------------- | --------------- | ---------------- |
| 1995  | —                | —                | Q1                       | Kris Goossens            | Q1              | L. Tieleman    | —               | —                |
| 1996  | —                | —                | Q1                       | T. El-Sawy               | Q1              | Georg Blumauer | —               | —                |
|       |                  |                  |                          |                          |                 |                |                 |                  |
| 1998  | —                | —                | Q2                       | C. Caratti               | —               | —              | —               | —                |
| 1999  | Q2               | Andrei Cherkasov | 1er tour (1/64)          | R. Fromberg              | —               | —              | —               | —                |
| 2000  | 2e tour (1/32)   | M. Mirnyi        | 1er tour (1/64)          | A. Agassi                | Q2              | V. Voltchkov   | —               | —                |
| 2001  | Q2               | Guillermo Cañas  | 3e tour (1/16)           | S. Grosjean              | 2e tour (1/32)  | M. Youzhny     | 1er tour (1/64) | C. Woodruff      |
| 2002  | 1er tour (1/64)  | M. Safin         | 1er tour (1/64)          | A. Montañés              | 1er tour (1/64) | A. Sá          | 2e tour (1/32)  | M. Mirnyi        |
| 2003  | 2e tour (1/32)   | X. Malisse       | 1er tour (1/64)          | Y. El Aynaoui            | 2e tour (1/32)  | O. Rochus      | 2e tour (1/32)  | M. Philippoussis |
| 2004  | 1er tour (1/64)  | T. Martin        | 1er tour (1/64)          | J. Novák                 | 1er tour (1/64) | T. Haas        | 1er tour (1/64) | A. Martín        |
| 2005  | 1er tour (1/64)  | N. Massú         | 1er tour (1/64)          | K. Vliegen               | 1er tour (1/64) | T. Berdych     | —               | —                |
| 2006  | Q1               | Filip Prpic      | Q2                       | Tomáš Cakl               | —               | —              | —               | —                |
| 2007  | Q2               | K. Economidis    | —                        | —                        | —               | —              | —               | —                |
| 2008  | Q2               | D. Udomchoke     | Q1                       | Rik de Voest             | —               | —              | —               | —                |

N.B. : à droite du résultat se trouve le nom de l'ultime adversaire.

### En double
| Année | Open d'Australie           | Open d'Australie      | Internationaux de France      | Internationaux de France        | Wimbledon                     | Wimbledon             | US Open                 | US Open               |
| ----- | -------------------------- | --------------------- | ----------------------------- | ------------------------------- | ----------------------------- | --------------------- | ----------------------- | --------------------- |
| 1999  | —                          | —                     | 1er tour (1/32) O. Mutis      | D. Bowen E. Ran                 | —                             | —                     | —                       | —                     |
| 2002  | —                          | —                     | 2e tour (1/16) P.-H. Mathieu  | D. Prinosil D. Rikl             | —                             | —                     | —                       | —                     |
| 2003  | 2e tour (1/16) F. Meligeni | Y. Allegro R. Federer | 1er tour (1/32) P.-H. Mathieu | F. Čermák L. Friedl             | 1er tour (1/32) P.-H. Mathieu | D. Adams J. Gimelstob | 2e tour (1/16) H-t. Lee | M. Bhupathi M. Mirnyi |
| 2004  | —                          | —                     | 1er tour (1/32) J. Boutter    | J. Jeanpierre É. Roger-Vasselin | —                             | —                     | —                       | —                     |
| 2005  | —                          | —                     | 2e tour (1/16) G. Carraz      | X. Malisse O. Rochus            | —                             | —                     | —                       | —                     |
| 2006  | —                          | —                     | 1er tour (1/32) G. Carraz     | J.-F. Bachelot S. Robert        | —                             | —                     | —                       | —                     |

N.B. : le nom du ou de la partenaire se trouve sous le résultat ; le nom des ultimes adversaires se trouve à droite.

## Parcours dans les Masters 1000
| Année | Indian Wells       | Miami               | Monte-Carlo | Rome | Hambourg              | Canada | Cincinnati | Madrid                     | Paris                |
| ----- | ------------------ | ------------------- | ----------- | ---- | --------------------- | ------ | ---------- | -------------------------- | -------------------- |
| 2001  | —                  | —                   | —           | —    | 1er tour H. Levy      | —      | —          | —                          | 1er tour N. Lapentti |
| 2002  | —                  | 1er tour F. Vicente | —           | —    | 1er tour S. Koubek    | —      | —          | —                          | 1er tour N. Lapentti |
| 2003  | —                  | 2e tour G. Coria    | —           | —    | 2e tour D. Nalbandian | —      | —          | —                          | —                    |
| 2004  | 2e tour J. Novák   | —                   | —           | —    | 1er tour T. Robredo   | —      | —          | 1/8 de finale J. Johansson | —                    |
| 2005  | 1er tour J. Mónaco | 1er tour V. Hănescu | —           | —    | —                     | —      | —          | —                          | —                    |

N.B. : sous le résultat se trouve le nom de l’ultime adversaire.